# Anthon Nicolaj le Sage de Fontenay
Anthon Nicolaj (Antoine Nicolas) (le Sage) de Fontenay (3. januar 1725 i København – 19. januar 1787 sammesteds) var en dansk søofficer, bror til Carl Frederik le Sage de Fontenay.
Han var søn af admiral Gaspard Frédéric le Sage de Fontenay, blev kadet 1735, sekondløjtnant i Marinen 1741, premierløjtnant 1746, kaptajnløjtnant 1753, kaptajn 1755, kommandørkaptajn 1763, kommandør 1769 og kontreadmiral 1776 (med anciennitet fra 1770).
Efter nogle kortere sørejser gik han 1744 sammen med 12 andre officerer en tid lang i engelsk tjeneste under den Østrigske Arvefølgekrig. 1751 udkommanderedes han som næstkommanderende med fregatten Bornholm, kaptajn G. Sievers, til de ostindiske kolonier på Koromandelkysten og var borte i 2 år. Da chefen døde på togtet, blev det Fontenay, som hjemførte fregatten. 1754 var han kommitteret i Konstruktionskommissionen, året efter som chef for fregatten Christiansborg der sammen med fregatten Docquen og to armerede koffardiskibe gik med embedsmænd og soldater til Vestindien, hvor Danmark overtog sine da erhvervede kolonier; fra dette togt vendte han først tilbage 1756. 2. maj 1758 giftede han sig med Susanna Marie von Hemert (30. juni 1738 – 30. januar 1819), datter af etatsråd Joost von Hemert, direktør for Det afrikanske Kompagni, og Petronella Elisabeth Behagen, f. Mestecker.
1757, 1759, 1761 og 1762 førte Fontenay forskellige fregatter og linjeskibe i de udrustede eskadrer under admiralerne Hans Henrik Rømeling, G.F. de Fontenay (hans fader) og grev Christian Conrad Danneskiold-Laurvig. 1766 var han besejlingskommissær med det nye linjeskib Prins Frederik, 1768 og 1769 på ny linjeskibschef i grev Danneskiold-Laurvigs eskadre samt medlem af kommissionen til anlægget af batteriet Lynetten. Under kommandørkaptajn Frederik Reiersens suspension fra embedet som Holmens overekvipagemester 1771-72 i anledning af nogle uordner med mandskabet afløste Fontenay ham på denne vigtige post. I admiral F.C. Kaas' eskadre 1773 var Fontenay chef for linjeskibet Prins Frederik. Året efter opsendtes han til Norge for at studere anlægget af en flådestation ved Christianssand, hvilken plan dog ikke kom til udførelse af mangel på penge. I stedet blev værftet i Frederiksværn udbygget. Efter i 1775 at have fået division medvirkede han i forskellige kommissioner, bl.a. 1775 om indretning af et nyt Søkvæsthus og 1778 om krudtets opbevaring og behandling og om Søkadetakademiet, og indtrådte endelig 1781 som deputeret i Admiralitetskollegiet, hvor han fungerede som referent, 1784 ved kollegiernes sammenlægning deputeret i Admiralitets- og Kommissariatskollegiet og samme år medlem af en kommission for at ordne mellemværendet
mellem Søetaten og de kgl. finanser. Han døde i dette embede 19. januar 1787.
Fontenay, der i 1778 var blevet naturaliseret som dansk adelsmand, blev 1782 hvid ridder. Han ligger begravet i Reformert Kirke i København, til hvis menighed han hørte.
Der findes en buste i gips på Frederiksborgmuseet udført af Luigi Grossi.